# Polyura alphius
Polyura alphius är en fjärilsart som beskrevs av Otto Staudinger 1886. Polyura alphius ingår i släktet Polyura och familjen praktfjärilar. Inga underarter finns listade i Catalogue of Life.